# Arara-militar

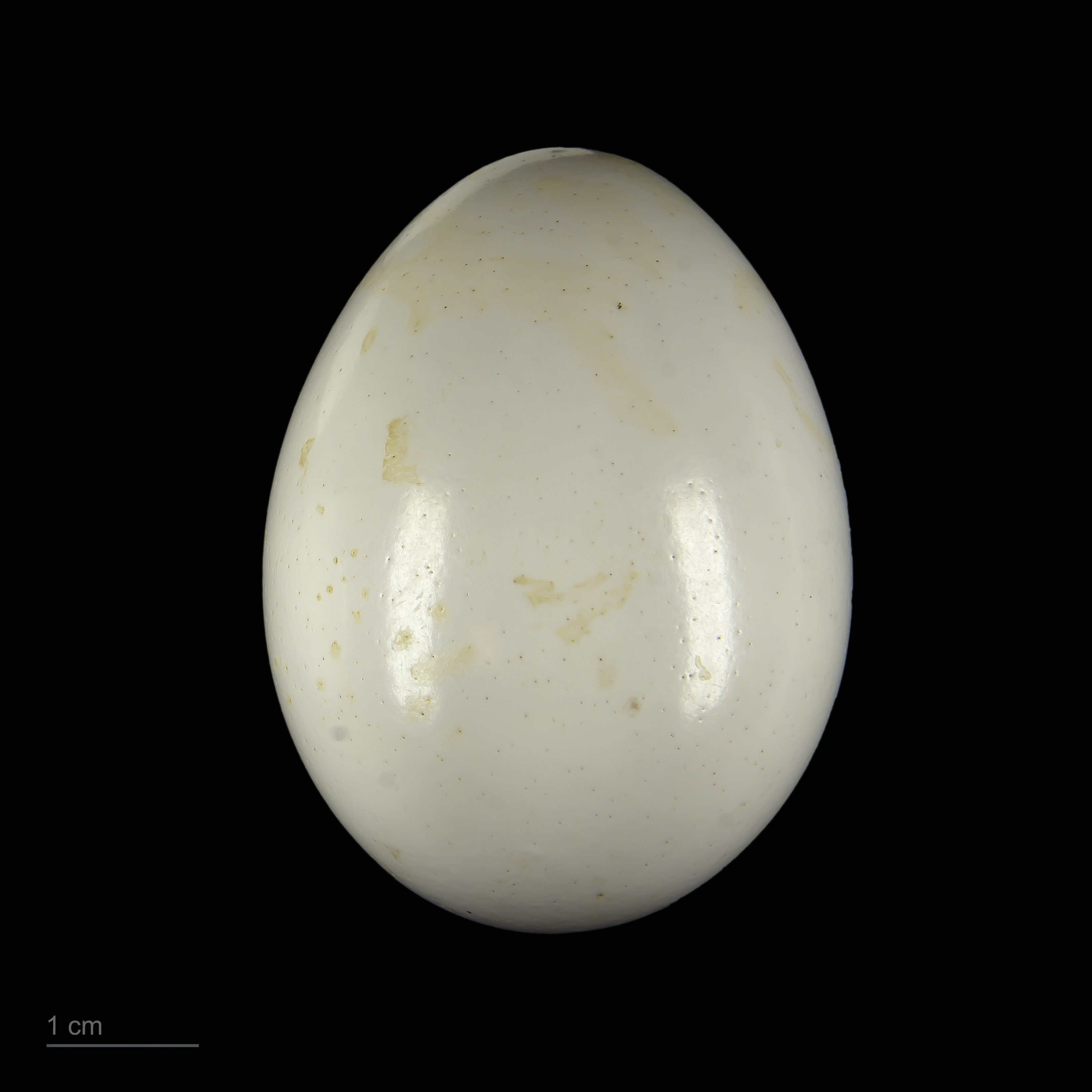
Ara militaris - MHNT

Arara-militar  ou arara-verde (Ara militaris) é uma arara de coloração predominantemente verde-oliva.
Existem três subespécies: A. m. militaris, ocorre na Colômbia, Venezuela, Equador e Peru; A. m. boliviana que ocorre apenas na Bolívia e noroeste da Argentina e A. m. mexicana com três populações disjuntas no México.